# クッキンアイドル アイ!マイ!まいん! の登場人物
クッキンアイドル アイ!マイ!まいん! の登場人物（クッキンアイドル アイ!マイ!まいん! のとうじょうじんぶつ）は、NHK教育テレビジョンで放映されている子供向けの料理・食育番組『クッキンアイドル アイ!マイ!まいん!』の内、アニメパートに登場する架空のキャラクターの説明の一覧である。

## レギュラーキャラクター
柊まいん（ひいらぎ まいん）
声：福原遥
主人公。芸能事務所スリースターズタレント事務所→プロダクションよつばに所属のタレント。11歳。「新人アイドルコンテスト」東京地区Bブロック準優勝の実績を買われてスリースターズタレント事務所に入り、半年のレッスン期間を経て念願叶って歌番組に出演。しかしこの時に替え歌を歌ってしまい、以降は歌番組への出演を禁止されるが、料理番組『クッキンアイドル』の主役に抜擢される。
冒険家の父と漫画家の母との間に生まれ、変なひらめきは両親の影響のようである。
食卓の救世主を目指すようミサンガに諭されており、当初本人にその気や使命感は全く無かったが、妖精リーダーの試練を受けて以降は、料理を通じて皆を幸せにする事に努力するようになる。
苦境やチャンスに直面すると両手の人差し指を立て右手側で上、左手側で右肘を指差し、首を傾げ「ヘンテコ空想」の世界に突入。「ヘンテコ空想」を元に、様々な料理を考え出す。成長するにつれ、事前ポーズ無しに空想に入れるようになった。アイディアがひらめくと「ひらめき!きらめき!」と口にする（ミサンガが一緒に言う場合もある）。
人を疑う事をせず、料理対決も気にしない大らかな性格のため、みちかやPOPの面々には度々妨害を仕掛けられていたが疑いもせず「頼りになる芸能界の先輩」且つ「仲の良い友達」だと思っている。どこか抜けている天然系で、苦境もふんわりと乗り越えて行く。
2010年からは全国いちご協会のイメージタレント・いちご天使のオーディションに合格し、クッキンアイドルと両立していく事になる。
2011年からはスリースターズタレント事務所が解散となりプロダクションよつばに移籍。
2013年にパートナーのミサンガと別れ、1人でクッキンアイドルを続けていく。
台湾版での名前は小舞（シャオウ）。
ミサンガ
声：小林晃子
地球を食の危機から救うため、人間界に降りてきた妖精。その姿を見る事が出来たまいんをパートナーとし、彼女を助け、そのタレント性と影響力によって、食の妖精の使命を果たすべく頑張っている。人間界に降りようとした際に妖精リーダーから「お前には100年早い!」と言われた未熟者だが、誤って泉に落ち人間界に降りて来てしまった。その際に妖精リーダーが投げ入れた「人間界百科事典」を常に携帯している。人間界の知識や料理のレシピ等も百科事典に頼る事が多い。窮地に陥ると「こまピ～ンチ!」、ドキッとした時に「ドキピクッ」、美味しい食べ物を食べたときに「うまハッピー」等、2つの語を合わせた感嘆詞を使う。
まいんの妄想に感応し同じ光景を見たり、まいんが口にした物を同時に味わったり出来る。その姿はパートナーであるまいんにしか見えないため、何か道具を使っていると、道具がひとりでに動いているように見える。人や物とぶつかる等の描写がある。また、写真には写る事がある。
声も普段はまいん以外には聞こえないため、人前で会話しているとまいんが独り言を言っているように見られる事もある。
一人称は「オレ」。まいんには「男の子」扱いされており、パジャマパーティーの際にはまいんの部屋から締め出された。
まいんの両親のことはそれぞれ「パパおさむ」「ママみえこ」と呼んでいる。
背中に麺棒を背負っているが、理由は言えないがまいんに貸すことができない（第55話）。
尻尾の先には木のスプーンがついており、人の熱を測ることができる。
第69話で、おさむが外国から持って帰ってきた天秤ばかりで、1ポンドの重りと釣り合ったことにより、重さが1ポンド（453.59g）であることが判明した。
第69話において、パートナー以外の人に知られたら妖精の国に帰されてしまう旨のことをミサンガ自身が話している。
第143話において、横鳥と横島に存在を知られて誘拐された。その際に、ミサンガを助けるためにまいんがおさむに事情を話したので、おさむはミサンガの存在を知ることになった。
第148話の巌流島の三本勝負の後にパートナー卒業となりまいんと離れることになったが、妖精リーダーの制止を振り切りまいんの元へ戻る。
広島の尾道で横島開発のレーザーを浴び、一時的に姿が見えるようになり、とあるお店のディスプレイに並ぶ猫の着ぐるみで誤魔化していた。そのとき助けてくれた二足歩行のメス猫（声：鮭延未可）から恋心を抱かれている。
第303話でまいんとの別れが訪れ、妖精の国に帰還。第304話ではまいんを見守っている姿が描かれた。

## サブキャラクター

### テレビ番組スタッフ
おおばやし
声：松山鷹志
テレビ番組『クッキンアイドル』のプロデューサー。下の名前は不明であるが、ゆりあ社長の携帯電話に急遽呼び出しの電話を掛けてきた際には、「すえきち」と名乗っている。無駄な出費で食材が足りなくなったり、撮影日を急遽変えたり、唐突に無茶を言い出して番組の内容や料理を変更したりする。また、番組で使う予定の食材を食べてしまったり（87話「暴けトリック!迷探偵とくまる」での犯人）、きなこが他番組のために集めていた食材を奪ったり（188話）している。
日本語の語彙やオノマトペを独特の順序で並べる（日本語の文法に沿った語順ではない）という方法での発話を行うが、その発話の意味内容はこばやし以外には理解出来ない。但し、周囲の人間による日本語の語りかけは理解しており、こばやしが遅刻した際には、まいんによる日本語の質問に対してジェスチャーや日本語の語彙の断片的な発語を返すことでコミュニケーションを試みた。
大概は親指を立てるポーズや、ぐるぐると回ったり、踊りながら会話するのが常である。普段はまいんを「まいまい」、ADこばやしは「こばこば」と呼ぶ。
音声日本語での発話では日本語の文法を使用しない一方、書記日本語ではまいんにも理解出来る日本語の文章を書いたことがある（88話「さよなら大林プロデューサー!?」における置き手紙）。また、妖精パートナー卒業テストの時（2011年3月放送）には魔法に掛かったような状態になり明瞭な日本語を使用した。
358話、359話においてはクルックという動物タレントの鳩と意思疎通が出来るような描写があった。普段非常に独特な日本語を用いるにもかかわらず、クルックの言葉をやすのしんに向かって通訳した際には明瞭な日本語を話した。
小学校3年生まで香川県の小豆島で過ごし、同級生にジョン万太郎（声：塩屋浩三）がいる。万太郎は、小さい頃のおおばやしの「世界は巨大な亀に乗っているか、もしくは世界は丸いか」という予想に対し自説を証明するため船で世界中を旅していた。当時の担任の先生の名前は、同じ小豆島が舞台である「二十四の瞳」と同じくおなご先生（声：島本須美）であり、児童数も男女の人数の違いはあるものの二十四の瞳と同じく12人だった。おなご先生によれば、おおばやしは昔からわくわくすることや人を楽しませることをよく考えつく子供で、それが今のテレビのプロデューサーという仕事に生かされているという。
ADこばやし
声：豊永利行
テレビ番組『クッキンアイドル』のAD。おおばやしとの会話がまともに成立する数少ない人物で、おおばやし指示の番組内容をまいん達に説明する通訳のような役割も兼ねる。普段から体調不良や極度に空腹状態であるが、栄養状態が良かったり食事を摂るなりすると、ゆりあがタレントとしてスカウトしたがり、POPがときめき、AD王子と呼ばれる程の美青年になるが、すぐに元に戻る。戻る早さはそのときの満腹感によって異なる。時には白馬に乗っている。高所恐怖症持ち。

### まいんの家族
柊みえこ（ひいらぎ みえこ）
声：佐久間レイ
まいんの母。30歳。少女漫画家で、「少女トレンド」という雑誌で描いている。ペンネームは本名と同じ。〆切間近で仕事に集中したりすると、娘と同様に周りの事が目に入らなくなり、ひなが初めて訪問した際も、まいんが小さくなったようなと勘違いしてしまった。
家の家事一般も行っているが、忙しいと買い物をサボって食事のメニューを極端に質素にしたり、落ち込むと奇想天外な料理を作ったりする。夫の事を愛しており、彼が中々帰ってこないのを嘆く事もしばしば。普段はぼさぼさの髪型で、眼鏡をかけ、どてらを着用する等、外見には全く気を使わないが、来客時や夫の帰宅時にはめかし込み、涼やかな目元でまいんと似た口元の美人になる。
夫のおさむとは、「ガラスの騎士」という漫画の執筆時、パリに取材に行った際に初めて出会った。若い頃おさむとのデートでは、貧乏なおさむに気を遣っていつも紅茶だけや安価なジャムトーストしか頼まないので、長らくイチゴジャムが大好物だと思われていた。
おさむと今日は初めて○○した日など、数多く二人の記念日を作ってしまうところがある。
柊おさむ（ひいらぎ おさむ）
声：関俊彦
まいんの父。32歳。冒険紀行ルポライター。世界中を旅しており、家にはたまにしか帰ってこない。冒険の目的は、謎の未確認生物UMAや雪男などを捜索しているためで、特製のUMA探知機を所有している。海外からも葉書での連絡を欠かさない。家に戻って来た時、印象に残った料理を家族に振舞う事もある。たまに家に戻ってくるときは、パラグライダーで家に直接着陸して来たり、地底から登場したりすることもある。
UMA研究家として、これまでヒマラヤで雪男、ネス湖でネッシー、ロッキー山脈でビッグフット、日本ではツチノコを発見している。コピアポ鉱山落盤事故で使用されたフェニックスカプセルに似たマシンを所有し、これに乗って地底人を捜索したり、モーターボートのように水面を高速走行したり出来る。
学生時代に、神話の時代に神々がこの国を見下ろしたという伝説の場所である高千穂町の国見ヶ丘（雲海の名所）を訪れ、かつて神々が見下ろしたであろう雲海を見ながら、世界の色んな場所に行ってみたい、未知の色んな物に出会いたいと思い探検家になった。そしていつか夢を叶えたら、家族と一緒にまたこの場所に来ようと誓った。

### スリースターズタレント事務所
ゆりあ
声：横山智佐
スリースターズタレント事務所の社長。28歳。まいんのマネージャー役や社用車の運転手も兼務している。先代社長である父（声:伊藤栄次）を継ぎ、事務所を経営。事務所で運営するタレント育成学校・みつぼし音楽学校では、家庭菜園を作っている他、前任の社長から交代して以降は人件費削減のために給食のコックも兼務している。経費削減を常としているがまいんのレギュラー番組が決まってすぐに社用車の外見を宣伝用に改装するなど払うべき出費は惜しまない。失恋するとやけ食いを行う。小さい頃は父によくラスクを作って貰っていて、思い出に残っている。
2011年に結婚し夫の仕事先である海外へ渡航したため事務所は解散となった。「いつも人々に幸福をもたらす四つ葉のクローバーみたいなタレントを育てたい」というプロダクションよつばの方針を聞き、まいんの移籍を決めた。
道草みちか（みちくさ みちか）
声：出野泉花
スリースターズタレント事務所に所属する女の子。11歳。幼児期から子役モデルとして仕事をしている。そのため本人はたびたび「芸歴10年」と周りに謳っている。代表作は6歳の時に出演していた、虹のレポーター『レインボーガール』。当時貰ったファンレターの数々を今でも持っている他、その際に造られた手ぬぐいなどのグッズ類を今でも持っていて見せびらかすときもある。
作中では、てるてる坊主や「道草みちかの北風小町」（冬季限定のコーナー。風の又三郎に似たコスチュームで極寒地を巡るロケ。2009年度に始まり2010年度では秋季からのスタートに繰り上げられている）を天気予報内で演じているのが描かれた他、まいんの活躍に焦り、地元商店街のキャロットプリンス＆プリンセスコンテストにやすのしんと共に出場し射止めている。この他まいんとコンビで『ハッピーレシピ』を歌っており、イベントや歌番組で披露している。また、スリースターズ事務所解散前後には「桜咲くチェリーブロッサムガール」「夏を先取りアマゾネスみちか」という新キャラクターを考案していた。オーディションには「プラネットガールみちか」という着ぐるみキャラクターで挑んでいる。
初期の頃はまいんを敵視しており、数々の妨害を仕掛けたこともあったが、その一方で、まいんが落ち込んでいる時に励ましたりするなど友達思いの一面もある。オーディション会場でまいんと再会した時は堂々とライバル宣言をしていたが、彼女のPRを邪魔しようとするPOPを阻止しようと奮闘していた。
劇中ではやすのしんに恋心を抱いており、バレンタインデーのときには仕事先から彫刻チョコレートを送り続けたりしていた。この他ツアー先で出会った少年に突然恋をしてしまった事もある。
当初は自らを「セレブ」と称しており、実の祖父の時蔵（声：宮澤正）を「じいや」呼ばわりしていたが、実家の家業は大工である。落としてしまったケーキのクリームの塗り直しや、人間大のチョコレートを使った彫刻の創作など、家業譲りの器用さを持つ。道具などは右手を使っているが、野球大会でピッチャーを務めた際には左投げであった。まいんからは「みっちゃん」と呼ばれている。
天王寺蘭子とは初対面の時点で衝突しており、その後の東西クッキンアイドル対決の最中にも2度天王寺蘭子に挑戦を挑んでいるが、当の蘭子はみちかを「雑魚」呼ばわりしている。
2012年度になると、286話で新キャラ「日の出ゲッターみちか」として初日の出をゲットしたということが描かれ、196話でもファンが集まるほどの人気であることが描かれた。そして、197話において「日の出ゲッター」として世界中の日の出をゲットする旅に出ることになり、まいん達に励まされて旅立って行った。
やすのしん
声：入野自由
スリースターズタレント事務所の先輩の男の子。13歳。事務所きっての美少年。現在は果樹園（リンゴ農家）である親元を離れて暮らしている。学校でやった劇で拍手を貰った事がきっかけで役者を志し、『あつあつ姫』『ひばりヒルズ国際学園』等、ドラマの仕事をしている。本人は演技についてはシリアスな演技を試みようと努力しているようであるが、ディレクターなどからはさわやかな笑顔を求められることが多い。にんじんが苦手のようだが、みちかの誘いに乗ってキャロットプリンスなるコンテストに出場し優勝している。また、2010年に地元商店街主催の相撲大会に出場し優勝している。まいん曰く「みんなを見守ってくれていたスリースターのみんなのリーダー」。役づくりに際し「僕は役者、僕は・・」と暗示を掛けて「きた〜！」と叫んで役に入り込もうとする癖がある。着ぐるみや役の気持ちが分からないときには妙に悩み出すなど、新しく入った劇団の演出家にも頭が固すぎると言われている。2011年では「宇宙ヒーロー アンドロメダー」という特撮番組で主役を得た。アンドロメダーの役を演じる際は、完全にその役に入り込んでいる。
2012年にはシルクハットを被り、事件の真犯人を推理するマジシャン刑事（デカ）という役に扮し、大物動物俳優クルックと競演。おおばやしを通じてクルックの気持ちを悟り、堂々とした演技に開眼する。
ゆうさく
声：田中冴樹
みつぼし音楽学校・ジュニアクラス所属の男の子。「なんじゃこりゃ!?」が口癖（松田優作の当たり役、『太陽にほえろ!』ジーパン刑事の殉職時のセリフ）で、普段の喋りも語尾に「～だぞこりゃ!」を付ける口調をする。ゆきの・ゆま共々、まいんに懐いている。スリースターズ事務所解散後は子供スポーツクラブに所属している。まいんは移動クッキング教室をこのスポーツクラブで行った。
ゆきの
声：諸星すみれ
みつぼし音楽学校・ジュニアクラス所属のショートカットの女の子。年齢は不明だが、ジュニアクラスの中では最年長。まいんのことを「まいんおねえちゃん」と呼んでいる。お腹がすくと、悲しくなる。近所にトモ（声：山口愛）というお友達がいる。スリースターズ事務所の稽古場のお片づけ、社長室のお花の水替え、玄関の掃除、お花畑の花の手入れは、ゆきのが一手にやっていた。スリースターズ事務所解散後は芝居の稽古に励み、舞台「とんちで解決!いなり姫」では主役のいなり姫を務めた。いなり姫は困っている人を助ける際にいなり寿司を食べ、「お稲荷食べてハッピーいなり！わらわはひらめいたいなり～」と決め台詞を発して解決するというお話。舞台の本番前にマズマズのビームを浴びて舞台用のいなり寿司が食べることが出来ず演技が出来なくなっていたが、まいんが急遽舞台用のいなり寿司を作り、無事ビームの呪縛から解放されて初舞台を成功させた。
ゆま
声：飯野茉優
みつぼし音楽学校・ジュニアクラス所属のお団子頭の女の子。お菓子作りが好きで、まいんに憧れている。人間の登場人物の中では最も背が小さく、喋り方も幼い。周りのボケに、短く鋭いツッコミを入れる事がある。一時クリケットと共に行動していたが、この時のゆまには妖精としてのクリケットの姿が見えず、その事から自分自身の未熟さに気付いたクリケットが身を引く形で別れた。その後は彼との再会を果たすため日々料理に打ち込んでいた。
クッキンアイランドで行われた「まいん三本勝負」では、クリケットと共に最後の対戦相手に抜擢されるが、テーマである「ハッピーな料理」が考え付かず混乱してしまう。しかしまいんのアドバイスを受けながら、自分の力で「お花キッシュ」を作り上げる事に成功し「料理の楽しさ」に気付く。勝負後クリケットの姿が見えるようになり、クリケットの正式なパートナーになった。この時マザースプリングとも出会っている。
カルメン後藤
声：太田哲治
みつぼし音楽学校のダンス教師。自称「究極の愛を追い求める炎のダンサー」。薔薇を口にくわえ、若干オネエ言葉のような口調で話す。また大工仕事なども得意。
まあさ
カルメン後藤の姪で、フィギュアスケートの選手。華奢な体だが食べることが大好きな大食漢で、まいんが作った差し入れの料理を沢山おかわりしている。まあさはまいんの大ファンでいつも『クッキンアイドル』を見て自身も料理にチャレンジしている。世界大会出場を目指していた大会当日にマズマズビームを浴びて練習に力が入らなかったが、本番前にまいんの料理で復活し大会に優勝した。
とくまる
声：堀田勝
スリースターズタレント事務所に所属する男の子。寺の息子で、まいん曰く「スクールきっての実力派」。ルックスは坊主頭に太い眉毛、瞳に十字型の光沢が出るのが特徴。仕事も味噌のCMや孫の手の即売会など地味なものばかりである。ファンは高齢者が圧倒的に多く、自身の演歌リサイタルで満員御礼になったこともあり、その理由としてまいんは「おばあちゃんのアイドルだから」と説明している。本人はトレンディドラマ出演を希望しているが、オーディションで連敗が続いている。三つ子の長男であり、弟ににくまる、ふくまるがいる。スリースターズ事務所解散後は、思い切って海山田亀次郎に弟子入り志願しテストに合格、下積み生活を送っている。弟子入りしてからは下積みの傍らで天麩羅屋のキャンペーンソングを歌ったり、まいんが出演するイベントの司会進行の仕事を行ったり、修行のために極地に派遣され一人で歌わされたりしている。
師の海山田によるディナーショーにも出演し、ショー前半はメンメンに取り憑かれた師の代役を回復時までに務め果たす。
あまのせいか
声：笠原弘子
みつぼし音楽学校の声楽教師。元人気アイドルで、まいんの憧れの存在。現在は、上からとしひこ、まさひこ、よしおの3人の男の子の母（参考：たのきんトリオ）。子供達をそれぞれトシ、マッチ、ヨッチャンと呼んでいる。肉じゃがが得意料理で、まいんに作り方を伝授したこともある。クリスマスイブには毎年ファンを集めて豪華客船でディナーショーをしているが、子供達にはイブに家にいないことが不満であった。
事務所関係者以外の一般人からも同じ名前で呼ばれている。怪力の持ち主という意外性のある人物としても描かれている。
きなこ
声：若山詩音
やすのしんの故郷にある牧場の娘。東北生まれの東北育ち。おかっぱ頭をしていて、訛りのある言葉で話す。小さい頃からハナコという牛を飼っていて、大の仲良し。ハナコが上京したきなこを訪ねてき来たこともある。
やすのしんの実家とは隣同士で、双方の家であらかじめ「生まれた子供同士を結婚させよう」と取り決めていたため、生まれながらにしてやすのしんの許婚、という事になっている。物事をはっきり言う性格で、おおばやしに対して物申したこともある。
テレビで活躍するまいんを見て憧れ、スリースターズタレント事務所を訪れたところを、ゆりあにお笑い要員としてスカウトされるが、すぐに父親に連れ戻された。48話から、アイドルを目指すため（しばらく父親にはやすのしんの妻になるためと嘘をついていた）に週に一度新幹線でみつぼし音楽学校に通ってレッスンを受けることになった。上京中はまいんの家に泊まっていた。まいんからは「きなちゃん」と呼ばれている。ハナコに乗って走るまいんに飛びついたり、みちかの暴走を止めたり、運動神経も良い。ジャージャー麺が好き。小さい頃、夏休みにしか会えずいつの間にか消えている又五郎という少年に恋心を抱き、まいんと料理を作って想いを伝えている。
嗅覚が鋭く、現在はこの特性を生かして世界初の「食材アイドル」として全国各地の食材を紹介する番組を担当する。「食材ハンター」として旨い物には誰よりも敏感。
番組内では具体的な出身県の描写はないが、まいんが東北のおいしいものを探す旅をする際に、岩手県できなこと再会している。また、きなこは岩手三大麺料理（ジャージャー麺・冷麺・わんこそば）の問いをすぐに答えることが出来た。

### まいんの友人
姫小路レイア（ひめのこうじ レイア）
声：宮本佳那子
映画監督の父と大女優の母を持つサラブレッドの大物子役(その出自は姫川亜弓のパロディである)。鮮やかな金髪と、十字型の光沢が出ている瞳が特徴。番組撮影時など芸能人として人前に出る時は、青いドレスを纏い、巻き髪の頭に鳥のぬいぐるみを乗せた出で立ちだが、オフ時は青いリボンで髪を纏めぬいぐるみも外している。『キッチンクイーン』では、白と水色のエプロンドレスを着用する。じゅん（声：金田アキ）とねね（声：鮭延未可）の2人の付き人がいる。（参考：じゅん&ネネ）まいんがUFOキャッチャーで取った「わんざえもん」と名づけたぬいぐるみをまいんから貰い所有している。
性格は正々堂々としていて、不正を嫌い、付き人がまいんの妨害を行った際は必ず謝罪している。まいんとの対決に向け、人知れず特訓を行い短期間で料理の腕を上昇させるなど相当な努力家でもある。街中で声を掛けられるといった一般人との接触には慣れていない。
「フレッシュスター フェスティバル」という番組に出演する際にテレビ局でみちかと対面した時には、全身からスターのオーラを放ちみちかを圧倒した。この時、まいんにはプロとしてあるべき姿を諭している。まいんとは新人アイドルコンテストで優勝・準優勝を分け合った因縁があるが、まいんはその事を覚えていなかった。
2010年度では料理番組『キッチンクイーン』の主役をやっている。番組では最後に「私の料理は罪」という決め台詞を定番として使用している。『キッチンクイーン』では収録の見学をしていたまいんと急遽一緒に料理を作った。まいんとの直接対決で引き分けた際はその結果に動揺したが、まいんが自分と違い「食べた人の笑顔を見る」事を考え料理を作っている事を知り、自身の負けを認め、まいんを永遠のライバルと考えるようになる。
対決後は、自らも料理を通じて誰かに笑顔を届けるためパリで一から料理を学び始める。クリスマスの一時帰国の時にはまいん宅に滞在し料理を楽しんだ（これはレイアにとって初めての友人宅訪問だった）。その後スワローがパートナーに就いた。
2011年度では「東京ガールズセッション」に出演。POPを「まいんの良きライバル」と評した。
アンジー
声：松元環季（2009年度）→宮本侑芽（2010年度-）
『クッキンアイドル』を乗っ取るためにイタリアからやってきた女の子。ダンスレッスンなども積んできたが、料理に関する基礎知識が無いため、まいんに料理勝負を挑んだ際にはまいんに色々と教えて貰う羽目になった。再来日ではまいんと浅草に見物に行ってべっこう飴の存在を知った。その際、番組にもゲスト出演した。その後フロッグがパートナーに就き、食の妖精の姿を見られるようになった。
2011年度のクッキンアイドルヨーロッパ大会でイタリア代表として出場するが、決勝でスペイン代表に敗れ準優勝となったのを境に料理を作るのを一度辞めたため、フロッグの姿が見えなくなってしまうが、まいんが作ったオニオングラタン料理を食べた後に再び見えるようになった。
ガブリエッラ
声：並木のり子
アンジーの母親。イタリアでは自分でイタリア料理店を経営。アンジーと共に来日し、ステージママの立場から応援する。レストランで和風のデザートを出そうと考えて研究のために再来日した。
天王寺蘭子（てんのうじ らんこ）
声：中津真莉子
大阪に住んでいる女の子で、自称「浪速のクッキンアイドル」。たこ焼き屋の娘で黄色と黒の半被姿とトラと書いた鉢巻をし、ADこばやしによると「数々の創作たこ焼きを世に送り出した天才たこ焼き職人」。まいんとの料理対決の回数は作中2回あるが2度とも敗北している。一度目は全国ツアーで大阪に来たまいんとたこ焼きで勝負し、まいんの独創的な料理の前に自ら負けを認める。
たこ焼き勝負の後スカラベがパートナーに就いたが、そのスカラベとは意見が合わないことが多い。
2011年度では「東西クッキンアイドル対決第2弾」と称し、自ら東京に乗り込んでまいんに挑戦するが、ルールを取り違えて失格とされてしまう。大阪生まれ、大阪育ちであり大阪への拘りが強く、対決前は東京の料理を軽視していたが、この対決後に行われた美味しい物巡りバスツアーでお好み焼きのルーツとされるもんじゃ焼きに出会い、考えを改めた。また、その際に、五平餅が好きだったことをカミングアウトしている。また、テレビ局の近くの公園で開催された全国おいしいもの祭りではオール関西代表として明石焼きも振舞っている。このとき蘭子はマズマズビームを喰らってしまうがまいんの助けで回復、またまいんも隣にブースを構えて忙しい蘭子の手伝いをしている。
麗麗（れいれい）
声：三澤紗千香
長崎中華街にある中華料理店の娘。まいんが長崎にツアーで来た際、道に迷っていたところに出会い、店に案内した。赤いチャイナドレス系の服にシニヨンの髪型という格好をしている。まいんと出会った当初は厨房に入ることを許されなかったが、誰かに喜んで貰いたいという気持ちに気づいて、父親に厨房に入ることを認められた。その後アンバーがパートナーに就いた。クッキンアイランドでのまいん三本勝負では、早押しクイズで善戦するも敗退。
2011年度では家族と共に九州を訪れたまいんと熊本で再会し、その後も行動を共にする。
けんいち
声：本城雄太郎
寿司屋の息子。現在父親の元で家業のすし職人になる修行をしている。まいんとは出前中に偶然ぶつかったことでまいんと知り合う。まいんからはすぐに「けんちゃん」と呼ばれて、このことでまいんに好意を抱き始める。
寿司に関する知識は豊富で、寿司の話をしだすと夢中になり止まらなくなってしまう。早く一人前のすし職人になれるよう毎日近くの稲荷神社にお参りに参じている。まいんの家に出張してにぎり寿司を作ったのが、人前ですしを握った初仕事となる。
ゆきのが主演を演じた「いなり姫」が舞台で食べるいなり寿司は、けんいちと父である親方が作って会場に届けていた。
けんいちがメインとなる回ではサブタイトルが「前略、」（2011年11月16日放送回からは「前略…」）で始まり、前略おふくろ様での萩原健一のように、けんいちの語りが入るのが慣例になっている。
野球チームに所属し、店が休みのときには野球の試合に出ている。ポジションは外野手で、仲間からは寿司屋のイチローと呼ばれている。
げんきち
声：上別府仁資
けんいちの父で寿司屋の親方。けんいちのすし職人の師でもある。まいんには店で出すデザートを考案して貰ったり、何かとまいんにはお世話になっていると語っている。まいんも寿司に関する事柄について相談するときには決まってこの店にやってくる。なお、お店の裏手は傍が川の畔となっている。

### まいんが芸能界で出会う人達
海山田亀次郎（うみやまだ かめじろう）
声：小村哲生
芸能生活50年の演歌界の大御所。気難しい人物で口数が少なく、ことわざや標語のような言葉で発し、それをいつも周りについている側近が言わんとしている事を補足している。現在はとくまるが弟子入りしている。
作中で歌われている『ハッピーレシピ』の産みの親である。
自身の主演舞台の役作りのために、本格的な時代劇や西部劇の舞台を自宅の地下に再現している。蕎麦が好き。
申酉礼子（さるとり れいこ）
声：高乃麗
料理界のご意見番で、キッチリしない人に厳しい。「身なりの乱れは心の乱れ、台所からキッチリ世直し」のフレーズで始まる「申酉礼子のキッチリ料理教室」という自身の番組では、身なりがキッチリしていないゲストを申のように雄たけびを上げて叱り飛ばし、「キッチリ、出直し」と言い放つ。まいんがゲストのとき、寝癖とパスタを焦がす失敗をまいんに助けて貰い、手紙でキッチリお礼をする。料理島の決戦では審査員の一人を務めた。
キャプテン シェイク
声：星野卓也
テレビ番組『クッキンアイドル』の2010・2011年度の進行役を務める。しりとりと早口言葉が得意な男。
アニメパートでは長らく存在すら触れられることがなかったが、201話（2011年11月28日）で初登場する。この週では毎回登場する。桃太郎の鬼役を頼まれ岡山に行く際駅弁を食べている間に新幹線を乗り過ごしてしまう。
デビッド・シルクハット
声：細見大輔
アメリカショービジネス界のカリスマプロデューサーとして活躍する男。今まで数々のウルトラビッグスターを生み出してきた。まいんの能力に目をつけ、クッキンアイドルを世界進出させようとした。まいんに会う前から既に世界150ヵ国以上でのステージを計画し、親友の映画監督が撮る映画出演も決めていた。最後はまいんの思いを知り、彼女の辞退を受け入れる。
小さい頃からモリーというホワイトタイガーをペットにしている。チャーリーとチョコレート工場に出てくるウィリー・ウォンカのような風貌と出で立ちでシルクハットを被り、ステッキを片手に軽快なタップのリズムを刻む。
芋山にしん（いもやま にしん）
声：西松和彦
オレンジに「先生に撮って貰ってスターにならなかった人、誰もいないし」と言わしめるほどの大御所カメラマン。
POPの新曲「Sweet POP」のジャケット写真を撮影した。
自然のまま・ありのままこそ美しいと考えて撮影を行う。
「芋山的に・・・」のフレーズを多用し、撮影の被写体を「芋山的にはノー」または「芋山的にはイエス」のフレーズを言い選り好みする。アニメの表現では、激高すると顔が劇画タッチの表情に変化する。
クルック
ハトデミー賞の主演賞を何十回も取っている世界的に有名な役者の白いハト。やすのしんからはビッグスターと評されている。おおばやしとは意思が通じ合っているらしく、クルックの言いたいことをおおばやしが通訳したこともある。

### プロダクションよつば
ひな
声：辻口由奈
プロダクションよつば所属の幼児タレントの卵。5歳。まいんに憧れている料理が大好きな女の子。ひなの手作りのおにぎりを食べたおおばやしプロデューサーのアイデアで、まいんと一緒にクッキンアイドルに出演することになった。なぜか食の妖精の姿を見ることが出来る。パティシエから和菓子職人に転じたフランス人でパリ出身の父ピエール（声：前田剛）と日本人の母和歌子（声：水野理紗）との間に生まれたハーフ。実家は「菓子司 飛栄留」という和菓子屋だが、まいんから和菓子屋さんぽくないと言われるような店の外見である。カタツムリやカエルなどの軟体動物・両生類系の動物が苦手。2012年度からは「ひなのお料理123」という番組を受け持つ。
両親が病気をした際に買出しに出かけお料理を作ってあげたり、クリスマスにサンタクロースに毎年のプレゼントのお礼をするために夜寝ない練習をしたり、フランス料理を作るイベントのお仕事で、まいんがゆりあ社長の見送りに行けない都合の代わりに一人で担当しようと家で練習しようとしたりするという一面を持つ。
ピーチ
声：金井美樹
アイドルグループ「POP」のリーダー。オレンジ、パパイヤと共にクッキンアイドルの座を狙っていたが、東京ガールズセッションの一件を機にまいんに心を開く。強気な性格だが照れ屋な一面もある。岡山での桃太郎の劇の際には、横鳥達に襲われるまいんを、機転を利かせて助けている。
164話では食べ物でおおばやしを遠ざけておいた後、パパイヤ扮する偽おおばやしに指名される形で新クッキンアイドルになり掛けたが、偶然AD王子となったこばやしに阻まれ未遂に終わった。
北海道フェアーの手伝いの際には、まいんに買い物に行かせ、偽クッキンアイドルとして先にイベントに出演し、まいんを貶めようとした。
「宇宙ヒーロー アンドロメダー」の大ファンでファンクラブにも入会し、演じるやすのしんに恋をする。まいんの助けでピーチパイを作って告白しているが、やすのしんには通じていない様子。
キャッチフレーズは「もぎたてピーチ」。
オレンジ
声：宇山玲加
アイドルグループ「POP」の一人。広島生まれで語尾は「～だし」。発明を得意としている。ピーチの事を「ピーチ様」と呼び、彼女と話す際には敬語を使う時がある。
努力家で、「オレンジ体操」というオリジナルの体操を毎朝の日課としている。体操は第1から第38まである。クリスマスの合宿の際にひなを寝かしつけようとして、オレンジ体操で疲れさせようとしたが、自分の方がダウンしてしまった。
ピーチを純粋に尊敬していて、彼女の事を「天才」だと思っている。幼少期に初めてピーチと出会った時から「ピーチの様になりたい」「ピーチと一緒に居たい」という思いを抱いており、そのためにPOPというグループには強い愛着を持っている。レンコン大使のオーディションの時に一人へっぴり腰だったことや海の家で生焼けの焼きそばをお客様に出したことで解散を憂き目に会ったと思い込んだこともある。
過去に広島でタレント活動をしていたが、大会でお好み焼き作りを失敗し、当時組んでいたパートナーのレモン（声：小幡真裕）と喧嘩別れして一人で上京した。二人はその後、尾道市瀬戸田町で開催されたレモン祭りで、司会をしていたレモンと再会。レモンは一人上京していったオレンジをずっと心配していたが、まいんやピーチ、パパイヤら素敵な仲間がいて安心したと告白し一緒にステージで料理をする。
キャッチフレーズは「はじけるオレンジ」。
パパイヤ
声：金元寿子
アイドルグループ「POP」の一人。語尾は「～っす」。オレンジ同様、ピーチの事を「ピーチ様」と呼ぶ。食いしん坊で間食をしている事が多く、「食べ物の事で嘘はつけない」と語る。そのため、食べ物の事となるとピーチの命令さえ無視する他、まいんの料理には素直に褒めている。
POPの仲間とポーズを決める時、ポーズを間違えてしまう事がある。他の二人と違いスカートではなく、パンツスタイルの服を着ている。
ピーチ、オレンジ共々先輩としては問題行動が目立つ一方で、弟の満五郎（声：篠原麻李）の事はとても可愛がっており、満五郎自身も姉のパパイヤを好いている。満五郎が言うには、まいんについて「事務所に凄い子がいて、絶対に負けたくない」と話しているという。
キャッチフレーズは「がっつりパパイヤ」。
はたけやま
声：岩崎征実
プロダクションよつばのチーフマネージャー。よつばを「名門よつば」と呼ぶのが常で、時間に厳しく、普段の態度は大きいが権威には弱い。こうした性格等はキャプテンシェイク曰く「業界でも有名」。しばしばど根性ガエルの町田先生に似た「名門よつばを支えて25年」というフレーズを用いる。トニー谷に似た風貌で、赤い縁の眼鏡にガイゼルヒゲを生やし、オレンジ色の大きな蝶ネクタイに七分ズボンという出で立ち、言葉の語尾に「ざんす」をつける。POPを売り出そうと熱心で、ゆりあに相談したこともある。2011年にマネージャー生活20周年を迎え、まいんと主事さんにお祝いをして貰う。
猫舌で、熱いお茶を出したADこばやしを叱りつけたことがある。自称完全無欠とのことであるが、5歳のときのとあるきっかけで蛙が苦手になっている。好物はきゅうりで、事務所の屋上菜園でつまみ食いしていたこともある。
かつては「はなばたけみちる」という芸名で、プロダクションよつばの社長が手がけたアイドル第一号としてデビューし、「バナナに乗った少年」（本人は城みちる、曲は城みちるのデビュー曲「イルカにのった少年」のパロディ）という曲がザ・ベストテンに似た「サ・ベストイン」という歌番組で、10週連続で第1位を取るなど華々しい活躍をしていたが、僅か5年で引退を決意。社長に恩返しするために、よつばで数多くのアイドルを育てるべくマネージャーとなる。
社長／主事さん
声：広瀬正志
プロダクションよつばの社長。厳しい性格ながらも所属タレントの成長を見守る。主事としてはプロダクションよつばの庭の掃除や屋上の農園の世話などをしており、落ち込んだまいんに優しくアドバイスをするなど本来の社長とは異なる性格をしていた。主事の時はかつらと付け髭を付けて変装していて、チーフマネージャーのはたけやまですら主事が社長ということは知らなかった（まいんとはたけやまのいる前で突風でかつらと付け髭が取れて二人に正体が発覚する）。ゆりあ社長とは知人の関係にある。
オーちゃん
声：石橋美佳
主事さんが飼っているオウム。いつもは主事さんの傍にいる。しばしばまいんをPOPから助けたり、ゆりあからの手紙を届けたりしている。

### 妖精NPO
妖精リーダー
声：松本忍
妖精NPOのリーダー。本名はスピカ。
厳格な言動だが、まいんにパートナーとしての抜き打ち試験を「そんなのズルい」と言われて、2度目はまいんにまたテストしに来たのかと誤解されて動揺。ミサンガの「人間界百科事典」の更新時に旧版のみ持ち帰って新版を置き忘れた。テスト後はまいんとミサンガを認めている。妖精パートナーを養成する学校の先生も兼ねている。卒業認定者にはトロフィーが授与される。食の妖精の国の泉からまいん達の活躍を眺めている。
かつて、ゆりあ社長の父親の知り合いの山里村に住むお婆ちゃん（声：杉山佳寿子）が子供の時に、彼女のパートナーだった。お婆ちゃんの家には事務所の合宿でお世話になっているが、家の掃除や家事を行わされる。田んぼやレンコン畑を所有し、POPもレンコン大使オーディション前に合宿に訪れている。しかし本番のオーディションでは、POPの踊りを見てられないとお婆ちゃんが飛び入りで参加してしまい、代わりにレンコン大使に選ばれてしまう。
リザード
声：前田剛
ミサンガの先輩で、妖精NPOのエリート。お弁当の移動販売車のシェフ（声：下崎紘史）をパートナーにしている。料理に厳しく、常に電卓を持ち、色々なことを電卓に弾くことで時間計算し完璧に事を運ぼうとする。しかし不測の事態には狼狽し、材料が足りないと代替案や対処案を講じず、即時撤退店じまいしようとする。ミサンガ曰く、説教をしだすと1時間はゆうに超えるという。
クリケット
声：佐久間レイ
ミサンガの後輩で、妖精NPOの小さな妖精。ミサンガに憧れて妖精の国から勝手に抜け出してきた。悪戯が好きで、色んな物に変身でき（但し変身した後も2本の触角は残る）、変身した姿は他の人間にも見ることが出来る。泣き声はポルターガイスト現象と勘違いする程に響き渡る。妖精NPOで使用されている教科書に掲載されている娘に似ている事から、ゆまを「運命の子」と評し、初めて彼女を見た時からパートナーとなる事を望んでいた。
クッキンアイランドでのまいん三本勝負の後、ゆまの正式なパートナーとなる。その後はゆまと行動を共にしている。
マザースプリング
声：島本須美
妖精の命の源。まいんとミサンガが料理のことでケンカをした時に、まいんを妖精の国に呼び寄せ、地上に降りてくる前のミサンガを引き合わせた。
クッキンアイランドでのまいん三本勝負の3回戦で、まいん、ミサンガ、ゆま、クリケットの前に姿を現す。三本勝負終了後にはまいんにパートナー卒業の旨を告げ、その後まいんとミサンガが再会を果たした際にはそれを見守っていた。
謎の三妖精の仕業で世界中の子供達が食べ物嫌いになっている際に、まいんとミサンガの前に伝えに来ている。
スカラベ
声：柳原哲也
天王寺蘭子のパートナー。まいんと蘭子の勝負を食の妖精の国の泉から眺めていて、蘭子の相方になろうと泉へ飛び込んだ。関西弁で喋る。尻尾の先にはこてがついている。体の色は黄色である。
アンバー
声：平田絵里子
麗麗のパートナー。麗麗が厨房に入ることを認められた夜、まいんとみちかのコンサートに来ていた麗麗の下に空から降りてきた。体の色は名前通りのアンバー色である。「○○、それは□□」という口調で喋るところなどやや宝塚歌劇団掛かった言葉遣いをしている。熊本でまいん、ミサンガと再会して早々に、ミサンガ共々横鳥探検隊に捕らえられるが、まいん、麗麗、おさむにより救出された。尻尾の先にはお玉がついている。
フロッグ
声：樋口智恵子
アンジーのパートナー。かなりの未熟物でアンジーから嫌われパートナー解消の危機に陥るが、まいんが間に入り和解する。尻尾の先には棘抜きがついている。体の色はカエルのような緑で、語尾に「ケロン」をつける。
スワロー
声：木村良平
食の妖精の一人であり、ミサンガの先輩。紳士的な性格で、まいんを姫扱いする。実力は高いが変わり者ゆえに初登場時点で人間のパートナーはおらず、ミサンガからまいんのパートナーの座を奪おうとしていた。その後レイアのパートナーとなる。二人称は「貴殿」である。体の色はダークグレーである。尻尾の先にはフライ返しがついている。

### 謎の三妖精
キラキラ
声：M・A・O（市道真央）
謎の三妖精の一人で女の子。
子供達を食べ物嫌いにするために、マズマズ・メンメンと共に人間界にやってきた。ステッキの先端部に入っている粉状の『キライキライスパイス』は様々な能力を持つ。
- 基本能力は、食べ物に振り掛けそれを食べた子供を食べ物嫌いにさせること。子供に直接掛けても有効。さらにスパイスの影響を受けた子供は興奮して怒りっぽくなり、食べ物だけでなく料理を作ること、さらには料理を作る人間までも嫌いになってしまう。
- 物質変化も可能。例えば綿菓子状に変化させることで、それを食べた人間を満腹状態にして食欲を奪う（腹部が風船のように膨らむ）。

自分や仲間の攻撃を次々と打ち破るまいんに嫉妬し、いつの間にか本来の目的を逸脱してまいんを困らせることが目的となりつつある。しかしミサンガには好意を抱いており、ミサンガに「まいんを裏切って自分の味方になれば攻撃を止める」と取引を持ち掛けたこともある。自身のセンスが良いと自慢し、人間が大事にせず捨てた物の声を聴くことが出来る能力がある様子。一人称は「あたち」。
マズマズ
声：松野太紀
謎の三妖精の一人で男の子。
頭部のツノは複数の機能を持つ。
- 『マズマズビーム』の発射。同ビームを食べ物に浴びせ、その食べ物をマズく感じさせてしまう。また子供に直接浴びせても有効で、浴びた子供は口にする全ての食べ物がマズく感じてしまう。ビームの威力は調整可能で、威力を抑えた場合の効果は食欲喪失に変わる。但しパパイヤなど一定以上の食欲を持つ者は、まいんの力を借りずに打ち破ることが出来る。
- ドリル化。ツノがドリルに変化し、地中に潜る穴を開けることもできる。

キラキラにツッコミを入れる・まいんの仲間の情報を収集する等、三妖精の中では最も堅実なイメージだが、かなりケチな性格である。
住処として集めたガラクタを修理して有効利用する腕前を備えている。
メンメン
声：寺崎裕香
謎の三妖精の一人で男の子。
キラキラ・マズマズと違い武器や技は持たないが、子供に取り憑いてめんどくさがりな性格を擦りつけ、やる気を奪ってしまう。取り憑かれた子供は体の力が抜けて表情が暗くなり、「めんどくさー」等としか言わなくなる。また一度取り憑くと力ずくで引き剥がすことは困難なのだがまいんの作った料理を見て「おいしそう」と攻撃対象から離脱したり、取り憑かれた人物が食べた美味いという反応で吹き飛ばされたりする。
メンメン自身もめんどくさがり屋で運動能力は低く、まいん達から奪ったキャベツを取り損ねて奪還される等ドジを踏みやすい。吹き飛ばされて住処に帰れなくなったこともある。

## その他のキャラクター
肉肉ブラザース
声：堂坂晃三
みつば商店街で肉屋を経営するブラザースで、肉肉リーダーは髭面。恰幅がよく、町内野球大会ではトンカツ屋や焼肉屋とチームを結成し、まいん達スリースターズチームを決勝で破って優勝した。まいん達が商店街のお手伝いにかり出されたときは、肉屋はとくまるが手伝いを担当した。揚げ物も店頭販売していて繁盛している。肉肉リーダーは町内相撲大会では1回戦で前回の覇者カルメン後藤を破ったが、決勝でやすのしんに打っちゃり負けを喫し準優勝だった。
果物屋店主
声：堂坂晃三
みつば商店街で妻（声：長浜満里子）とフルーツショップやましなという看板を掲げて商売をしている。まいんが店の手伝いをした際、ややキツく果物の食べごろについて教えるが、まいんの働き振りを見て、店主はすっかりまいんのファンになる。まいんがいちご天使になってから最初のキャンペーンの仕事はこの果物屋からスタートした。
八百屋店主
声：下崎紘史
みつば商店街で果物屋の隣に八百万いう看板を掲げて八百屋を経営している。果物屋店主とは兄弟で、小さい頃からお互い仲が悪く、なにかと喧嘩ばかりしていた。まいんのいちご天使としてのみつば商店街の仕事の際にも割って入り、果物屋店主といちごに関する知識の勝負を仕掛けるが、まいんの料理をきっかけに仲直りする。ゆりあが大根を買おうとした際に、ゆりあが恋をした大根の君こと春彦（声：高坂篤志）に出会ったのもこの八百屋でのこと。
横鳥
声：落合弘治
本作の悪役。柊おさむを勝手にライバルだと思っており、横鳥探検隊の隊長を名乗る。
助手の横島（声：チョー）の発明した「妖精見えちゃうレンズ」を使ってミサンガを誘拐し、全世界に妖精を捕まえたことを発表して、おさむを出し抜こうとした。
その後も妖精の生け捕りは諦めておらず、熊本でミサンガとアンバーを捕らえるが、土地勘のある麗麗の追跡とおさむの機転により奪還されたり、尾道では猫の集団に遭遇したミサンガを発見するが、ラーメン屋で飲食代金を支払わなかったために店主に捕えられ、岡山では妖精ミエール銃を持ったまいんを襲撃するもPOPとひなに返り討ちにされた。
ひめの
声：酒井香奈子
まいんが2010年に全国ツアーをした時に愛媛で出会ったみかん農家の少女。ゆうた（声：不明）という幼馴染みがおり、彼が東京に引っ越した後もお互いのことを想い続けている。2011年におおばやしの発案で、愛媛から一番綺麗な夕日が見える駅で『クッキンアイドル』を生放送した際、まいんの愛媛の友達として番組に登場し、東京に行ったゆうたへの思いを放送してもらった。